# Lijst van termen onder motorrijders V-W-X-Y-Z
Deze lijst bevat termen die onder motorrijders worden gebruikt en beginnen met de letter V, W, X, Y of Z. Soms zijn dit bestaande woorden die in de "motortaal" een andere betekenis krijgen. Zie voor andere begrippen en lijsten onderaan de pagina.

## V

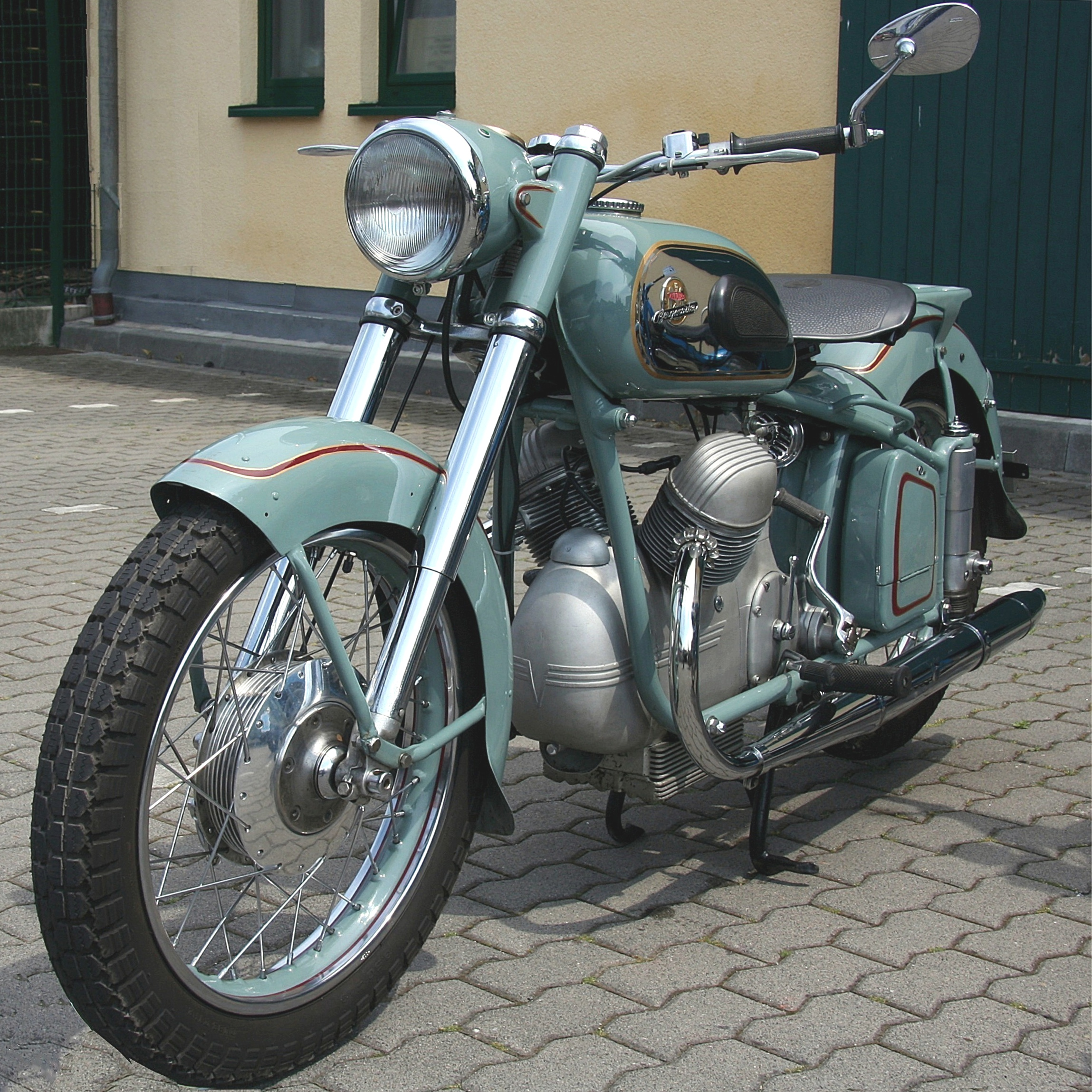
De bekendste Vic: de Bergmeister

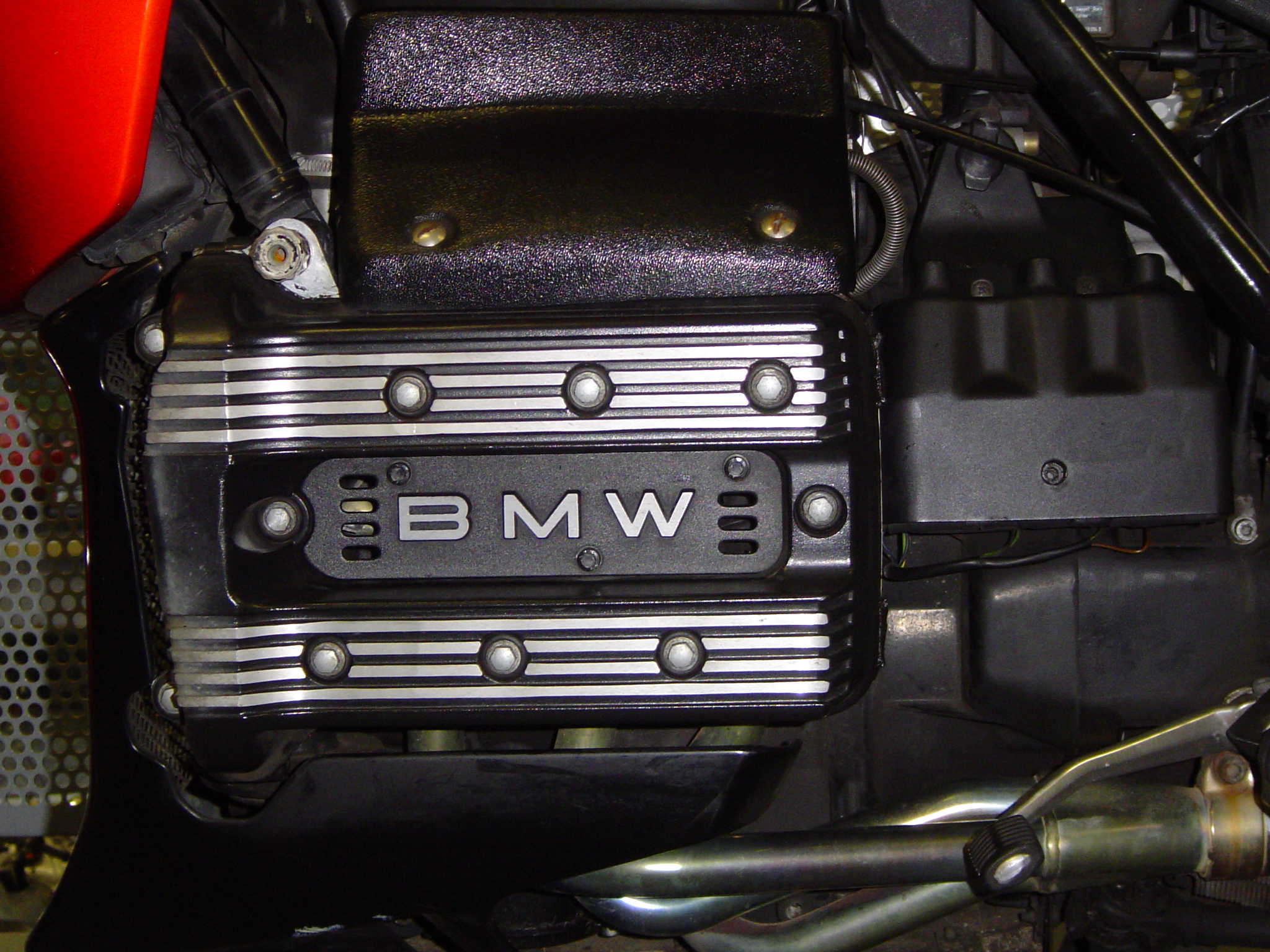
Vliegende baksteen

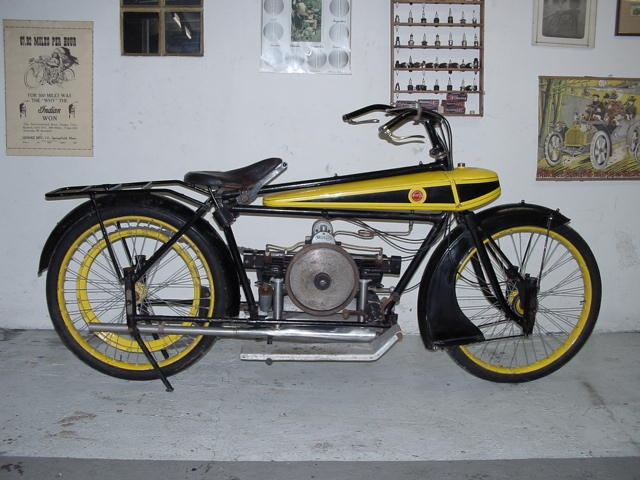
Vliegende banaan (Wooler)

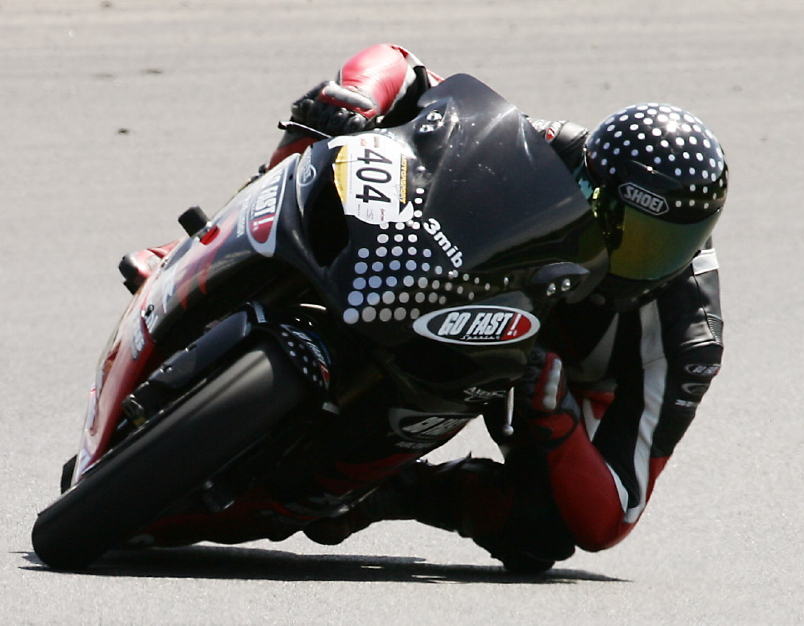
Vlinderslag

Valentinik
zie Rossifumi.
Vastloper
Het klemmen van een zuiger in een cilinder door oververhitting.
Velo
Afkorting voor Velocette.
Velocity stacks
Taps toelopende pijp op de luchtinlaat. Zie kelk.
Vergearen
Het aanpassen van de gearing aan het circuit. Meestal door het vervangen van de kettingtandwielen, soms door de assen in de versnellingsbak.
Vergiet van België
Bijnaam voor het circuit van Spa-Francorchamps, naar de roman "Het verdriet van België" van Hugo Claus. De bijnaam slaat uiteraard op het feit dat het in Spa-Francorchamps nogal vaak regent.
Verzuipen
Het door overmatig gebruik van de choke of vlotteren te nat maken van de bougie, waardoor deze niet meer kan vonken. Verzuipen kan ook door het stationair draaien van een sportieve tweetakt ontstaan.
Vesty
Afkorting/bijnaam van de Finse trialrijder Yrjö Vesterinen.
Veteraanmotor
Benaming voor een klassieke motorfiets.
Veteranencross
Motorcrosswedstrijd met klassieke motoren.
Veteranenklasse
Race- of crossklasse die met klassieke motoren gereden wordt.
Veteranenrace
Race met klassieke motoren.
Vetterstate
Toen de Honda GL 1100 in 1980 zonder kuip werd geïntroduceerd, besloten veel eigenaars hem te voorzien van een Vetter toerkuip. Nadat in hetzelfde jaar de GL 1100 Interstate verscheen (mèt kuip), werden de machines met Vetter kuip Vetterstates genoemd.
Vetvlek
Tweetaktmotor.
Vic
Bijnaam voor Victoria-motorfietsen.
Vicky
Bijnaam voor de 38cc-clip-on motor van Victoria in Neurenberg.
Vier-bouter
JAP-speedwayblok met vier trekankers op de cilinderkop. Dit door Stanley Greening in de jaren dertig ontworpen blok bleef 45 jaar in productie. Het werd vele malen geïmiteerd, o.a. door FIS, Jawa en ESO. Er was ook een variant met vijf trekankers, de vijf-bouter.
Vierkant rijden
Houterig rijden, met hoekige bochten.
Vijf
Een vijf scoort een berijder bij trial wanneer hij valt of zijn motor laat afslaan in een non stop.
Vijf-bouter
zie vier-bouter.
Vinnie
Bijnaam voor het Engelse merk Vincent.
Visor
Verchroomd kapje over koplamp of richtingaanwijzer. Accessoire voor Customs.
Viskom, Vissekom
Spotnaam voor de integraalhelm.
Vissestaartuitlaat
zie Fishtail pipe.
Vliegende baksteen
Bijnaam voor de BMW K-modellen, naar het hoekig gevormde motorblok, vooral aan de cilinderkopzijde (links).
Vliegende banaan
Dit is de bijnaam voor twee motorfietsen uit het verleden:
1. de (knalgele) Wooler tweecilinder uit 1921. De naam was spottend bedoeld door Graham Walker, die er in de TT van Man 34e mee werd.
2. de Motosacoche A 50 (1930), naar de banaanvormige tank.

Vliegende pakkie kauwgom
Bijnaam voor wegracecoureur Willem Zoet, vanwege zijn sponsor Stimorolkauwgom.
Vliegende Springbok
Bijnaam van de Zuid-Afrikaanse wegracecoureur Alan North.
Vliegende Tandarts
Bijnaam van motorcrosser Gerrit Wolsink.
Vlinderslag
Het rijden met de knieën naar buiten in een bocht, zie inleunen en Knee down.
Vonkendoos
Ontstekingsmechanisme.
Vonkversteller
Hendel op het stuur waarmee de ontsteking werd vervroegd of verlaat. Tegenwoordig gaat dat automatisch.
Vork
Voorvork.
Vorkpoot
Een van de poten van een telescoopvork.
VSX
Afkorting voor VéloSoleX.
V-twin Brough
Bijnaam voor de Brough Superior-motorfietsen om ze te onderscheiden van die van het merk Brough, de Flat twin Brough.

## W

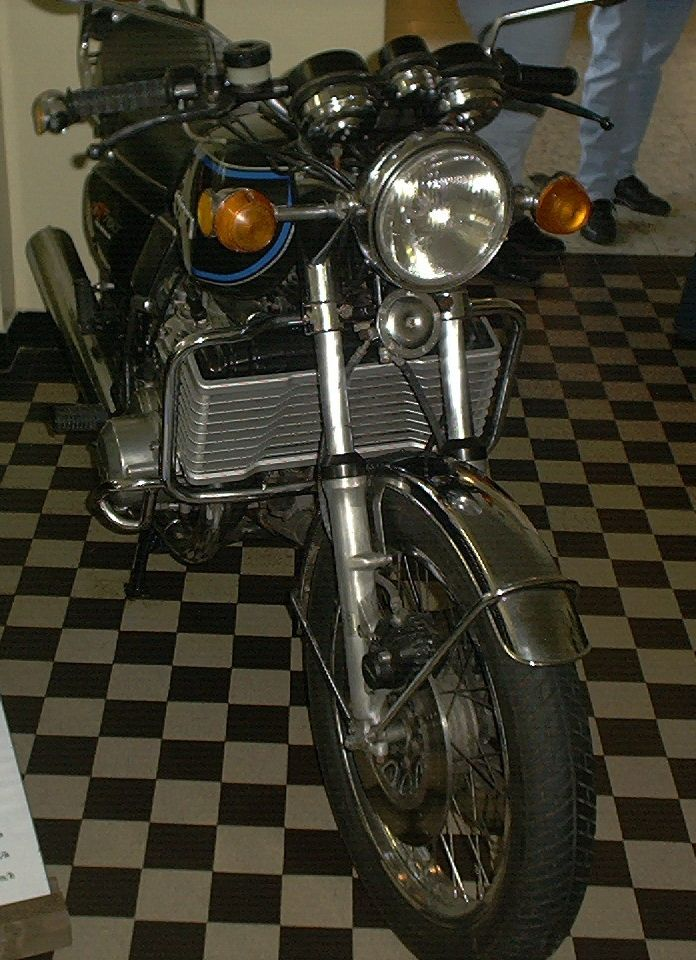
Een waterbak is te herkennen aan de enorme radiateur

Waffle Iron
(letterlijk: Het wafelijzer) de bijnaam voor de Harley-Davidson XR 750 racemotor uit 1970. De gietijzeren cilinderkoppen wekten zoveel warmte op dat de zuigers keer op keer smolten. De oplossing kwam in 1972 met de Alloy head.
Waldi
Afkorting/bijnaam van wegracecoureur Ralf Waldmann.
Wasbord
Stuk terrein waarin een aantal bulten of “ruggen” achter elkaar liggen. Wasborden kunnen worden aangelegd, maar ontstaan ook spontaan op plaatsen waar veel met terreinvoertuigen gereden wordt, zoals militaire oefenterreinen.
Wasrekje
hoog stuur voor een custom.
Waterbak
Bijnaam voor de (watergekoelde) Suzuki GT 750 (1971). Zie ook fluitketel, kettle, waterorgel, waterbuffel/waterbuffalo.
Waterbuffel/Waterbuffalo
Bijnaam voor de (watergekoelde) Suzuki GT 750 (1971). Zie ook fluitketel, kettle, waterorgel en waterbak.
Waterorgel
Watergekoelde motorfiets. Naarmate de waterkoeling op grotere schaal wordt toegepast hoort men de bijnamen voor watergekoelde fietsen minder.
Weekend-cowboy
Motorrijder die alleen in het weekend én met droog weer gaat rijden.
Wegwerpklep
Kunststof kap die boven de helmklep van een crosshelm wordt gezet om weg te gooien als ze te zwaar wordt door de modder.
Whalen
Bijnaam van de Amerikaanse crosser Gaylon Mosier.
Wheelie King
Bijnaam van stuntman Doug Domokos en wegracecoureur Randy Mamola.
Whispering death
Bijnaam van de 250cc-Suzuki RZ 63-viercilindertweetaktwegracer uit 1963.
Whispering wildfire
zie Squariel.
Whoop-di-doos
Twee of meer steile springbulten bij Supercross. De bulten moeten eigenlijk zo ver uit elkaar liggen dat de echte toprijders er twee tegelijk kunnen nemen.
Widowmaker
(Weduwenmaker) Bijnaam van een van de heuvels die bij het Amerikaanse Heuvelklim worden gebruikt. Hoewel er sinds de jaren twintig wordt gereden werd pas in 1970 voor het eerst de top (185 meter) bereikt, door 3 rijders. De Widowmaker ligt in de staat Montana en de Widowmaker-hillclimb is de populairste heuvelklimwedstrijd in de Verenigde Staten.
Tevens de bijnaam voor de Kawasaki 500 H1 Mach I en II en de 750 H2 Mach III en IV.
Wigwam
Bijnaam voor de Indian-fabriek in Springfield, Massachusetts.
Wild child
Bijnaam van Superbike-coureur Anthony Gobert. Hij wordt ook The Go Show genoemd.
Wildcrossen
Het offroad rijden op plaatsen waar dit verboden is.
Wind Deflector
Beenschild, accessoire voor Harley-Davidson.
Winterbikkel
Motorrijder die ook in de winter motor rijdt.
Wintertreffen
Motortreffen dat bij voorkeur in de sneeuw gehouden wordt. Het bekendste wintertreffen is het Elefantentreffen, maar ook in Nederland worden wintertreffens gehouden, zoals het Koukleumtreffen in Hoenderloo.
Witte Reus
Bijnaam van wegracecoureur Wil Hartog, naar zijn stralend witte Lookwell-pak.
Wizard
Bijnaam van Dan O'Donovan, een zwager van Norton mede-directeur Bob Shelley. Wizard ontwikkelde rond 1914 de 490cc-Norton Modellen 7 BS en 8 BRS. Deze machines stonden aan de basis van het succes van Norton in de jaren die volgden.
Wobbly wheel
Meesturend zijspanwiel.
Wrecking Crew
Bijnaam van het Harley-Davidson raceteam dat in 1921 werd opgeheven.
Wurgsluiting
Sluiting van een helmband waarbij het sluitkoord tussen twee ringen of een schuifklem geklemd wordt. Zie ook Dubbele D.

## Y
Yam, Yammy
Bijnaam voor Yamaha.
Yapanse Arbeiders Maken Alles Half Af
Bijnaam voor het motormerk Yamaha.

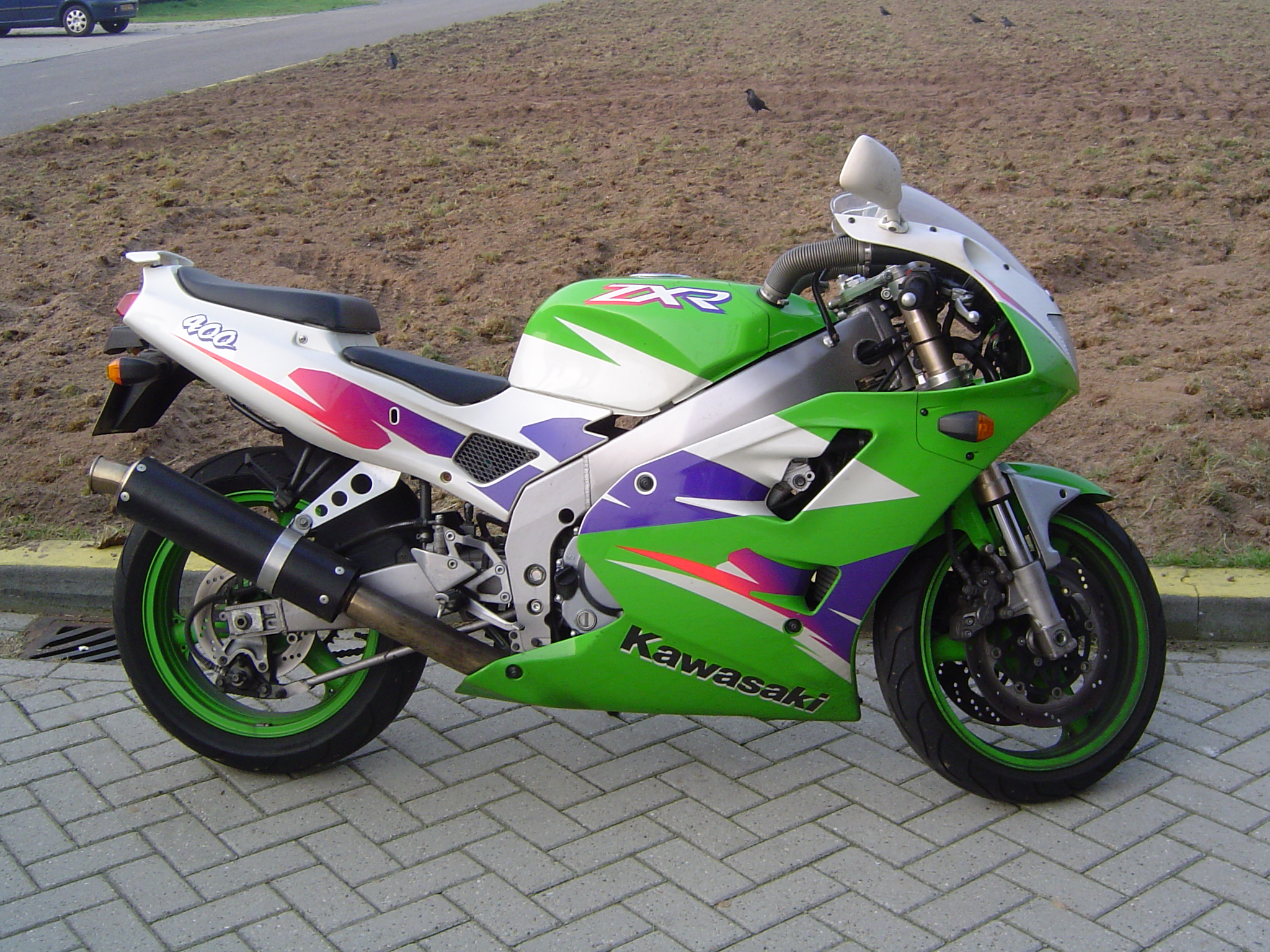
Yoghurtbeker
Motorfiets met volle stroomlijnkuip en felle kleuren.
Yuppie carbon
de toepassing van carbonfiber op motorfietsen waar dit alleen cosmetische waarde heeft. Carbonfiber wordt normaal gebruikt om zo licht en sterk mogelijk te construeren. Een voorbeeld hiervan is het plaatsen van een aluminium uitlaatdemper met dunne carbonmantel, in plaats van een demper van zuiver carbonfiber (zeer licht en duur). Er bestaan zelfs carbonstickers om de indruk te wekken dat carbonfiber is gebruikt.

## Z

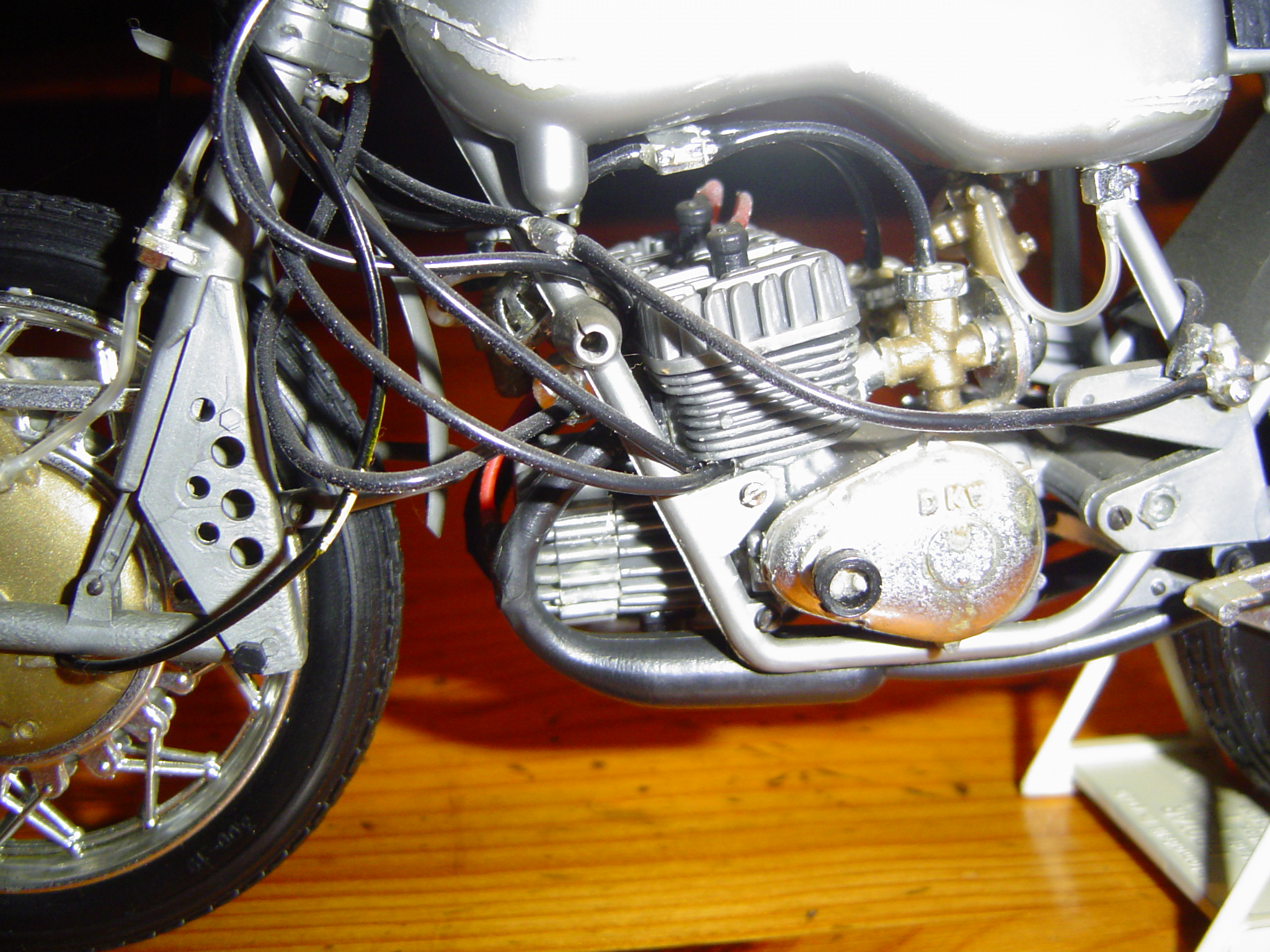
Zingende zaag (schaalmodel)

Zadeltas
zie saddlebag.
Zadeltasbeugel
Beugel die moet voorkomen dat een zadeltas tegen motoronderdelen aan hangt. Met name de hete uitlaatpijp kan de tas anders flink beschadigen.
Zandbrommer
Offroadmotor.
Zandhappen
Vallen tijdens een motocross- of endurowedstrijd.
Zeel
Afkorting/bijnaam van Wilco Zeelenberg (wegracecoureur).
Ziet U Niet Dat Alles Precies Past?
Bijnaam voor Zündapp.
Zijspan
Biertje met een borrel.
Zingende zaag
Bijnaam voor de DKW-driecilinder-tweetaktracer van 350 cc, die van 1953 tot 1956 werd gebruikt.
Zoom zoom exhaust
Coram uitlaatsysteem voor Douglas motoren. Genoemd naar het geluid dat ze voortbrachten.
Zooming Taxi
Bijnaam van de Japanse coureur Takazumi Katayama, de ook de Kat werd genoemd.
Zwaantje
Vlaamse benaming voor motoragenten (Federale Politie - Wegpolitie) ( Voor 2001: Rijkswacht - Bijzondere Wegpolitie).
Zwabberkast
Rijwiel.
Zwarte cross
"Illegale" crosswedstrijd. In Nederland wordt al enkele jaren een zwarte cross georganiseerd door de band Jovink en de Voederbietels. Tijdens deze ludieke cross komen allerlei vreemde voertuigen aan de start, zoals zelfbouwmotorfietsen, fietsen, kruiwagens maar ook bereden koeien zijn er al gesignaleerd.